# Margaret Ward
Margaret Ward, kallad Tyburns pärla, född cirka 1550 i Congleton, Cheshire, död 30 augusti 1588 på Tyburn, London, var en romersk-katolsk martyr som avrättades för att ha hjälp en katolsk präst att rymma från fängelse. Hon vördas som helgon inom Romersk-katolska kyrkan och tillhör Englands och Wales fyrtio martyrer.

## Biografi
Margaret Ward arbetade som hushållerska i en förmögen familj. Hon fick veta att prästen William Watson satt internerad i Bridewell Prison och att han behandlades illa. Ward lyckades få besöka Watson och smugglade in ett rep i hans cell. Han lyckades rymma ur fängelset med hjälp av repet, men Ward greps. Då hon hade varit Watsons enda besökare, föll misstankarna omedelbart på henne. Ward blev torterad, men vägrade att uppge Watsons gömställe. Hon ställdes inför Old Bailey den 29 augusti 1588 och avrättades dagen därpå genom hängning, tillsammans med en präst och fyra lekmän: Edward Shelley, Richard Martin, Richard Leigh, Richard Lloyd (alias Flower) och John Roche.